# Makoto Shinohara
Makoto Shinohara (jap. 篠原 眞, Shinohara Makoto; * 10. Dezember 1931 in der Präfektur Osaka, Japan; † 3. März 2024) war ein japanischer Komponist.

## Biografie
Er absolvierte Studien ab 1952 an der Universität der Künste Tokio Komposition bei Tomojiro Ikenouchi, Klavier bei Kazuko Yasukawa, Dirigieren bei Akeo Watanabe und Kurt Wöss, ab 1954 als Stipendiat der französischen Regierung am Conservatoire National Superieur in Paris bei Tony Aubin, Olivier Messiaen, Simone Plé-Caussade, Pierre Revel sowie Louis Fourestier. Anfang der 1960er Jahre war er als Stipendiat der Bayerischen Staatsregierung in München zum Studium an der Hochschule für Musik und im Siemens-Studio für elektronische Musik, sowie an der Rheinischen Musikhochschule in Köln bei Bernd Alois Zimmermann, Gottfried Michael Koenig und am Musik-Konservatorium bei Karlheinz Stockhausen. 1964 bis 1966 arbeitete er als Assistent von Karlheinz Stockhausen. 1966 und 1967 war er Stipendiat des Deutschen Akademischen Austauschdienstes (DAAD). 1969 bekam er ein Stipendium der italienischen Regierung und 1971 den Rockefeller Preis des Columbia-Princeton Electronic Music Center und schließlich 1978 ein Stipendium der niederländischen Regierung.
Ferner realisierte er elektronische Kompositionen am Institut für Sonologie der Reichsuniversität in Utrecht, am elektronischen Studio der Technischen Universität in Berlin, am Columbia-Princeton Electronic Music Center in New York und am Studio NHK (Nippon Hōsō Kyōkai) in Tokio. 1983 wurde er zum Hauptkomponisten des Holland Festivals erkoren. Durch Portraitkonzerte in Europa, den USA und in Japan sowie durch zahlreiche Artikel und Seminare über seine Musik sowie durch Rundfunksendungen wurde er international bekannt.
1978 war er Gastprofessor an der McGill-Universität in Montreal. Er lebte in Utrecht und Tokio.

## Werke

### Werke für Orchester
- 1975 Egalisation für 24 Instrumente (Piccolo, Flöte, Alt-Flöte, Oboe, Englischhorn, Klarinette, Bass-Klarinette, Fagott, Kontra-Fagott, Horn, Trompete, Posaune, Tuba, Klavier, Celesta, Cembalo, Harfe, Gitarre, Vibraphon, Marimbaphon, Percussion, Violine, Viola, Violoncello und Kontrabass)
- 1970 Visions für 4 Flöten, 4 Oboen, 4 Klarinetten, 4 Fagotte, 4 Hörner, 4 Trompeten, 4 Posaunen, 6 Percussion, Harfe, Celesta, 24 Violinen, 8 Viola, 8 Violoncelli, 4 Kontrabässe
- 1975 Visions II, Auftragswerk des Japan Philharmonic Orchestra
- 1992 Yumeji (Ways of Dreams) für ein Orchester mit japanischen und westlichen Instrumenten und gemischtem Chor
- Solitude pour orchestra

### Werke für Blasorchester
- 1982/1985 Play for Nine Wind Instruments (Flöte, Alt-Flöte, Oboe, Klarinette, Bass-Klarinette, Fagott, Horn, Trompete und Posaune)

### Kammermusik
- 1958 Sonate für Violine und Klavier
  1. Allegro moderato
  2. Lento
  3. Allegro brutale
- 1960 Obsession für Oboe und Klavier
- 1968 Fragmente für Tenor-Blockflöte
- 1970 Reflexion für Oboe Solo
- 1970 Relations für Flöte und Klavier
- 1972 Rencontres für Schlagzeug und Tonband
- 1983/1993 Turns für Violine und Koto
- 1984 Tabiyuki (On travel) für Mezzosopran und kleines Ensemble (Flöte, Oboe, Klarinette, Fagott, Horn, Trompete, Posaune, Percussion, Violine, Viola, Violoncello und Kontrabass)
- 1986/1990 Evolution für Violoncelle Solo
- 1990 Cooperation für 8 traditionelle japanische und 8 westliche Instrumente (Englischhorn, Klarinette, Trompete, Posaune, Percussion, Klavier, Violine und Violoncello; 1991 bei den Weltmusiktagen der Internationalen Gesellschaft für Neue Musik ISCM in Zürich aufgeführt).[7]
- 1993 Situations für Alt-Saxophon und digitales Keyboard
- Consonance für Flöte, Horn, Vibraphon, Marimbaphon, Harfe und Violoncello
- Relations für Flöte und Klavier

### Werke für Percussion Ensemble
- 1962 Alternance für Percussion-Ensemble

### Werke für Orgel
- Elevation für Orgel

### Klaviermusik
- 1963/1969 Tendence pour piano
- 1996 Undulation A
- The Bear who saw the Sea für zwei Klaviere

### Musik für traditionelle japanische Instrumente
- 1972 Tatuyai (Fluctuation) für Koto, Percussion und Sänger
- 1972 Tuyatai (Fluctuation) für Sangen
- 1973 Kyudo A (In quest of enlightenment) für Shakuhachi (Japanische Bambusflöte)
- 1973 Kyudo B for shakuhachi and harp
- 1981 Jushichigen-no-Umare (Birth of the bass koto) für Jushichi-Gen
- 1981 Nagare for Shamisen für Shamisen, Sangen, Kin (Percussion) und Gongs

### Elektronische Musik
- 1965 Visions I für Tonband, realisiert am Institut für Sonologie in Utrecht
- 1966 Memoires 4-kanalige elektronische Komposition, realisiert am Institut für Sonologie in Utrecht
- 1974 Broadcasting
- 1979 City Visit für 4-kanaliges Tonband, Realisation in New York
- 1980 Passage for bass flute and stereophony
- To Rain and Wind für Koto, Percussion und Live-Electronics
- Personnage